# Higashikawa
Higashikawa (jap. 東川町 Higashikagura-chō) – miasto w Japonii, w prefekturze Hokkaido, w podprefekturze Kamikawa. Według danych na rok 2020 miejscowość zamieszkiwało 8 314 mieszkańców , a gęstość zaludnienia wyniosła 33,6 os./km².